# Manolo Sánchez (ayudante de Nixon)
Manuel «Manolo» Sánchez (La Habana, Cuba, 1929-España, c. años 2000
) fue el antiguo ayuda de cámara de Richard Nixon, conocido por su lealtad inquebrantable y su feroz devoción al expresidente de los Estados Unidos. Sánchez nació en España y emigró a Cuba a una edad temprana. Allí trabajó como lavaplatos y labriego antes de mudarse a los Estados Unidos. Fue empleado por Nixon desde 1962 hasta alrededor de 1980. El famosamente reservado Nixon desarrolló una relación cercana con Sánchez y una vez lo describió como un miembro de su familia.

## Primeros años
Sánchez nació en 1929 en Marianao, en La Habana, Cuba, hijo de padres españoles de La Coruña. Su familia volvió a La Coruña poco después de su nacimiento. En 1946 retornó a Cuba, donde trabajó como lavaplatos y labriego. En 1950 emigró a Estados Unidos e inicialmente residió en Florida.

## Carrera

### Primeros años con los Nixon
Sánchez comenzó a trabajar para Richard y Pat Nixon en 1962 después de ser referido a la pareja por el amigo de la familia de Nixon, Bebe Rebozo. Sánchez y su esposa Fina se mudaron al apartamento de 12 habitaciones de los Nixon en 810 Fifth Avenue en la ciudad de Nueva York. Nixon luego describiría a los Sánchez como «miembros de nuestra familia de una manera muy especial». Doce años después, cuando un periodista le preguntó si continuaría trabajando para Nixon después de dejar el cargo, Sánchez respondió «el jefe no tendrá que preguntarme. Donde quiera que vaya dentro de tres años, sabe que iré con él».
El 15 de enero de 1967, Nixon celebró una cena en su casa durante la cual anunció que decidió postularse para presidente de los Estados Unidos en 1968. Asistieron Pat Nixon, las hijas de Nixon, la secretaria de toda la vida de Nixon, Rose Mary Woods, y Manolo y Fina Sánchez. Todos los asistentes, excepto Pat Nixon, lo alentaron a buscar la nominación republicana.

### Años de la Casa Blanca
Sánchez se mudó a Washington D. C. con los Nixon durante la presidencia de Richard Nixon, y vivió con Fina en una suite en el tercer piso de la Residencia Ejecutiva de la Casa Blanca.
Sánchez, junto con el médico general del presidente, el mayor general Walter Tkach, y cuatro agentes del Servicio Secreto de los Estados Unidos, acompañaron a Nixon durante su visita no anunciada a las 4:40 a. m. al Monumento a Lincoln el 8 de mayo de 1970, durante la cual conoció a estudiantes que protestaban por la guerra de Vietnam. Según los informes, Nixon despertó a Sánchez a las 4:22 de la mañana y preguntó si «¿alguna vez había visto el Monumento a Lincoln de noche?», y al responder que no, le dijo «¡Ponte la ropa y nos iremos!». En el monumento, Nixon recorrió a Sánchez dentro del santuario y describió las inscripciones; finalmente, un grupo de unos 30 manifestantes se acercaron a la pareja y pasaron las siguientes dos horas hablando con ellos. Después de que el personal de la Casa Blanca se dio cuenta de que Nixon había abandonado el edificio sin previo aviso, Ron Ziegler montó una misión para recuperarlo. Después de recuperar al presidente, y durante el viaje de regreso a la Casa Blanca, Nixon insistió en detenerse en el Capitolio de los Estados Unidos, donde ocupó su antiguo asiento en la Cámara de Representantes de los Estados Unidos e instruyó a Sánchez para que pronunciara un discurso. El jefe de Gabinete de la Casa Blanca, H. R. Haldeman, más tarde describiría el incidente en su diario como «el día más extraño hasta la fecha».
Durante sus últimos años en la Casa Blanca, Nixon se volvió cada vez más dependiente de Sánchez, y los dos desarrollaron una lengua construida «a veces usando palabras que solo los dos entendían». Una citación para jurado que Sánchez recibió en 1972 provocó una carta personal al comisionado del jurado de John Ehrlichman para que Sánchez fuera excusado del servicio «para que pueda estar disponible para el presidente». A pesar de su lealtad a Nixon, se sabe que Sánchez no estuvo de acuerdo con el presidente en varias ocasiones. Durante un incidente, en 1973, Nixon expresó su frustración al administrador de la Agencia de Protección Ambiental Russell E. Train sobre las regulaciones ambientales demasiado engorrosas, citando la instancia de los manglares en su propiedad en Key Biscayne, Florida, que no pudo talar, antes de preguntar a Sánchez «¿no es así?», a lo que Sánchez supuestamente respondió:

No, señor presidente. Sabe que cuando tengo mi día libre allá abajo voy a pescar. Sé que los peces que atrapo necesitan esos manglares para crecer. Si los corta no habrá más peces.

### Pospresidencia
Continuó trabajando para Richard y Pat Nixon en su hogar posterior a la presidencia en San Clemente, California. Sánchez estaba solo con Nixon cuando este último sufrió una recaída casi fatal después de salir de una cirugía por flebitis en 1974. Antes de caer en la inconsciencia, Nixon le dijo a Sánchez «Manolo, no creo que salga vivo de ésta». Después de que Nixon recibió un indulto de Gerald Ford, Associated Press interceptó a Sánchez mientras iba de compras por Nixon en Palm Springs para obtener la reacción de Nixon. Sánchez respondió que,

Algún día te contaré todo, la forma en que lo incriminaron. Creo que fue incluso más difícil para mí que para él. El indulto fue un gran alivio para todos nosotros. Él está de buen ánimo, gracias a Dios.

Para 1980, después de casi dos décadas sirviendo a los Nixon, Manolo Sánchez se retiró con su esposa, Fina, y regresó a España.

## Vida personal
Sánchez fue naturalizado ciudadano estadounidense en 1968; Nixon patrocinó su solicitud, asistió a la ceremonia y prestó juramento de lealtad con él. Sánchez se casó con su esposa, Fina, en España.
Poco se sabe acerca de Sánchez tras su regreso a España. Un artículo de 2019 del periódico Faro de Vigo afirmó que su esposa, Fina, falleció en la decáda de los 1990, y él falleció años después tras el inicio del siglo XXI.

## En la cultura popular
En la película de 1995 Nixon, Sánchez es interpretado por Tony Plana. Durante una escena de la película, Nixon le pregunta a Sánchez qué piensa de John F. Kennedy, a lo que Sánchez responde «me hizo ver las estrellas». En una entrevista posterior, Oliver Stone explicó que la cita en realidad se atribuyó a Robert McNamara y que se la asignó a Sánchez en la película como una broma; se sabía que a Sánchez en realidad le desagradaba Kennedy.
En la película de 2008 Frost/Nixon, Sánchez fue interpretado por Eloy Casados.